# Starlight (The Supermen Lovers)
Starlight is een nummer van de Franse dj The Supermen Lovers uit 2001. Het is de eerste single van zijn debuutalbum The Player.
De plaat bevat een sample uit het nummer "The Rock" van East Coast. "Starlight" werd een grote danshit in Frankrijk, waar het de 2e positie bereikte. In het Nederlandse taalgebied werd het nummer een bescheiden hitje; met een 23e positie in de Nederlandse Top 40 en de 46e positie in de Vlaamse Ultratop 50.